# Вязигин, Андрей Сергеевич
Андре́й Серге́евич Вязи́гин (27 октября 1867 года, хутор Фёдоровка, Харьковская губерния, Российская империя — 24 сентября 1919 года, Орёл, РСФСР) — русский историк-медиевист, профессор Харьковского университета, член III Государственной думы от Харьковской губернии.

## Биография
Дворянин, родился в родовом имении, на хуторе Фёдоровка в Харьковской губернии. Жена — Татьяна Ивановна; в семье А. С. и Т. И. Вязигиных было двое детей.

### Образование
Окончил 3-ю харьковскую гимназию. Поступил на историко-филологический факультет Харьковского университета, который окончил в 1891 году с дипломом первой степени и золотой медалью за сочинение на тему: «Борьба Генриха IV с Григорием VII до избрания Рудольфа Швабского (По источникам)». Был оставлен при университете для подготовки к профессорскому званию. Магистр истории (1898; тема диссертации: «Очерки из истории Папства в XI в.»).

### Историк
С 1894 года — приват-доцент, читал лекции по истории средних веков, с 1901 года, по поручению факультета, читал также курс римской истории. С 1901 года — экстраординарный профессор по кафедре всеобщей истории, с мая 1913 года — и. д. ординарного профессора Харьковского университета. С 1914 года читал лекции и вёл практические занятия по истории средних веков на Высших женских курсах при Товариществе трудящихся женщин в Харькове.
Ещё будучи студентом, подготовил в павленковской серии «Жизнь замечательных людей» книгу «Григорий VII, его жизнь и общественная деятельность», которая вышла в свет в 1891 году. Специалист по истории средневекового папства и Католической церкви. Часть современников считала, что научные труды Вязигина носили компилятивный характер. В то же время его магистерская диссертация получила положительные отзывы ряда специалистов. Так, Е. Н. Трубецкой отметил такие качества автора как «богатая эрудиция, тонкое историческое чутьё и завидное умение пользоваться тем обширным материалом источников, которыми он располагает».
В 1906—1908 годах обработал, дополнил и издал второй том (в 2-х частях) «Лекций по всемирной истории» своего покойного коллеги по университету М. Н. Петрова. Опубликовал ряд научных статей по истории попыток осуществить на практике идеи Блаженного Августина (идеи Царства Божия на земле), которые должны были стать основой докторской диссертации. Однако из-за занятий политической деятельностью так и не успел получить докторскую степень.
В 1916—1917 годах издал три выпуска и первую часть четвёртого выпуска хрестоматии (пособия к лекциям и практическим занятиям) по истории средних веков.

По мнению А. С. Вязигина, 

чтобы быть благотворным, знание должно быть сознательным и точным. Отсюда вытекает насущная необходимость обращения к первоисточникам, к человеческим документам… Они переносят нас в давно исчезнувшую среду, они позволяют постичь её особенности, выработать собственное о ней суждение, они развивают такое драгоценное и необходимое качество, как самостоятельность. Обогатив себя знанием, приучившись вдумчиво и самостоятельно относиться к прошлому, человек спасает свою духовную свободу от тяжёлых оков партийности.

### Политическая деятельность
С 1902 года Вязигин был редактором-издателем журнала «Мирный труд», наиболее значимого провинциального «толстого» журнала правого толка, в котором публиковались статьи монархической и православной направленности, часть материалов носили антисемитский характер. На страницах своего журнала Вязигин ратовал за сочетание сильной самодержавной власти с административной децентрализацией, с развитием местного самоуправления… С журналом в разное время сотрудничали В. Замысловский , В. Пуришкевич, В Шульгин. В 1906 открыл в собственном доме (ул. Девичья, 14) фотографическое заведение, которое просуществовало недолго. В 1914 году издание журнала было прекращено из-за финансовых трудностей. В 1911—1915 годах Вязигин издавал газету «Харьковские губернские ведомости», которую редактировала его жена.
В ноябре 1903 года стал организатором и первым председателем Харьковского Отдела «Русского Собрания» (ХОРС) — первого местного отдела старейшей монархической организации.
Выступив на Первом Всероссийском съезде русских людей в Петербурге 8—12 февраля 1906, заверил делегатов, что на Слободской Украине нет сепаратизма, в его пользу здесь раздаются лишь отдельные голоса: «Древняя Половецкая степь не думает и не желает отделения!». На Втором Всероссийском съезде русских людей в Москве 6—12 апреля 1906 был избран товарищем председателя Съезда. На Третьем Всероссийском съезде русских людей в Киеве 1—7 октября 1906 был избран членом двух комиссий — по выработке проекта постановления по вопросу об избирательном законе и по вопросу об объединении монархистов. Также был участником Пятого Всероссийского съезда русских людей в Петербурге 16—20 мая 1912.
В декабре 1905 был инициатором создания Харьковского отдела Союза русского народа. В 1909—1912 годах — член Главной палаты Русского народного союза имени Михаила Архангела.
В 1907—1912 годах — член III Государственной думы от Харьковской губернии, успешно организовал избирательную кампанию правых в губернии. Входил в состав двух комиссий: редакционной и по Наказу. В 1908—1912 был председателем фракции правых в Думе. В качестве депутата активно выступал за сохранение самодержавия в России и в защиту интересов Православной церкви. Был сторонником создания прочного парламентского большинства из правых и октябристов, исключая левую часть «Союза 17 октября». Однако эти планы остались нереализованными, так как лишь явное меньшинство октябристов согласились на сближение с правыми.

С пессимизмом относился к перспективам развития России. В 1908 году писал своей жене: 

Всё разваливается, всё трещит. Самые черные дни у нас ещё впереди, и мы быстрыми шагами несемся к пропасти. Для меня ясно, что у нас нет ни государственности, ни хозяйства, ни армии, ни флота, ни суда, ни просвещения, ни даже безопасности, но самое главное, у нас нет народа, а есть только население, обыватели. Нет веры, а без веры человек — труп.

Не участвовал в выборах в IV Государственную думу, после 1912 года отошёл от активной политической деятельности, сосредоточился на преподавании и занятиях фундаментальной исторической наукой. Однако в разгар Первой мировой войны — 5 января 1915 года — Вязигин выдвинул в письме к Н. Е. Маркову (Маркову 2-му) опасную идею репрессий против этнических немцев: 

Народ тяготеет к земле, а не к ограничению власти Государя. Удовлетворение этой тяги Царем должно быть первым и очередным делом, ибо искалеченные, потерявшие трудоспособность люди должны быть обеспечены не 2 руб. 50 коп. годовой пенсии, а по старинке — раздачей неотчуждённой земли, отобранной у немецких колонистов, вознаграждение коих по мирному договору должно быть возложено на немцев. Иначе вся ненависть будет направлена на помещиков.
В январе 1917 года Вязигин получил предложение от председателя Государственного совета И. Г. Щегловитова войти в состав Совета с целью укрепления группы правых, но отказался, сославшись на то, что желает продолжить преподавательскую деятельность.

### Гибель
В начале апреля 1919-го был отстранён от преподавания в университете, а в мае арестован харьковской ЧК и заключён в тюрьму. Однако доказать его участие в «контрреволюционной деятельности» не удалось, и он был оставлен в тюрьме в качестве заложника (вместе с рядом других представителей местной интеллигенции). В августе 1919 года заложники были увезены в Сумы, затем в Орёл, где находились в центральной тюрьме, а потом в концентрационном лагере. По свидетельству оставшихся в живых заложников, А. С. Вязигин «держал себя с достоинством, с непоколебимым мужеством, как герой». В ночь на 24 сентября 1919 года А. С. Вязигин был казнён (зарублен) вместе с рядом других заложников.

### Исторические работы по медиевистике
- Григорий VII, его жизнь и общественная деятельность: биогр. очерк А. С. Вязигина : С портр. Григория VII, гравир. в Лейпциге Геданом. — Санкт-Петербург : тип. т-ва «Обществ. польза», 1891. — 104 с., 1 л. фронт. (портр.); 18. — (Жизнь замечательных людей. Биографическая библиотека Флорентия Павленкова).
- Вязигин А. С. Личность и значение Григория VII в исторической литературе // Историческое обозрение, 1892, т. IV.
- Вязигин. А. Петр Дамиани, борец за церковно-общественные преобразования XI века : (Проб. лекция, прочит. 10 нояб. 1894 г.) — Харьков : тип. Зильберберга, 1895. — 44 с.; 25.
- Заметки по истории полемической литературы XI века / А. Вязигин. — Харьков : тип. и лит. Зильберберг, 1896. — [2], 98 с.; 25.
- Вязигин А. С. Распадение преобразовательной партии при папе Александре II. — Харьков, 1897. — 34 с.
- Очерки из истории папства в XI веке : (Гильдебранд и папство до смерти Генриха III) : [Дис.] / А. Вязигин. — Санкт-Петербург : тип. В. С. Балашев и К°, 1898. — VIII, 300 с.; 23.
- Вязигин А. С. Папа Григорий Великий как церковно-исторический деятель. — Харьков, 1908.
- Идеалы «Божьего царства» и монархия Карла Великого / А. С. Вязигин, проф. Имп. Харьковск. ун-та. — Санкт-Петербург : Сенат. тип., 1912. — VIII, 200 с.; 25.
- Вязигин А. С. Идеалы Божьего царства и монархия Карла Великого. — СПб.: Сенатская тип., 1912. — viii, 200 с.
  - Тихомиров Л. А., Вязигин А. С. Идеалы Божьего царства и монархия Карла Великого // Московские ведомости. — 1913. — № 6. — Рец. На кн.: Идеалы Божьего Царства и монархия Карла Великого, СПб.

### Труды по университетской науке
- Вязигин А. С. Тридцатилетие научной деятельности профессора П. Н. Буцинского // Мирный труд. — 1912. — № 2. — С. 17-24.
- Вязигин А. С. Памяти профессора С. В. Соловьева. — Харьков, 1913. — 16 с.

1913. — С. 4.
- Вязигин А. С. Разные аршины: к вопросу о замещении университетских кафедр. — Харьков, 1914. — 24 с.

### Политические сочинения

#### Тематика революции 1904—1905 годов
- Вязигин А. С. (А. Каут). Обновление // Мирный труд. — 1904. — № 6. — С. 180—193.
- Вязигин А. С. (А. Каут). Графиня П. С. Уварова // Мирный труд. — 1905. — № 4. — С. 226—231.
- Вязигин А. С. (А. Каут). Необходимость преобразований // Мирный труд. — 1904. — № 4. — С. 184—191.
- Вязигин А. С. (А. Каут). По поводу студенческих беспорядков // Мирный труд. — 1904. — № 9. — С. 226—233.
- Вязигин А. С. Ответ Г. А. Шечкову // Мирный труд. — 1905. — № 6. — С. 201—205.
- Вязигин А. С. Россия и революция // Мирный труд. — 1904. — № 9. — С. 120—130.
- Вязигин А. С. Является ли Русское собрание противником всяческих преобразований? / А. С. Вязигин // Мирный труд. — 1905. № 6. — С. 157—173.

#### Тематика работы Государственной Думы
- Вязигин А. С. По поводу Высочайшего Манифеста 17 октября 1905 г. / А. С. Вязигин // Мирный труд. — 1905. — № 9. — С. XXVII—XXXII.
- «Гололобовский инцидент» : (Страничка из истории полит. партий в России) / А. С. Вязигин, чл. Гос. думы. — Харьков : тип. журн. «Мирный труд», 1909. — 95 с.
- В тумане смутных дней : Сб. ст., докладов и речей / Проф. А. С. Вязигин. — Харьков : тип. журн. «Мирный труд», 1908. — XVI, 479 с.
- Вязигин А. С. Итоги Третьей Государственной Думы / А. С. Вязигин // Мирный труд. — 1912. — С. 182—188.
- Вязигин А. С. Мертвое учреждение // Мирный труд. — 1905. — № 2. — С. 12-18.
- Вязигин А. С. Мининская копейка // Мирный труд. — 1906. — № 9. — С. 202—206.
- Вязигин А. С. Необходимость Амурской железной дороги. — Харьков, 1908. — 19 с.
- Вязигин А. С. Несколько слов по поводу «Мининской копейки» // Мирный труд. — 1908. — № 5 — С. 206—207.
- Вязигин А. С. Перед последней сессией // Вестник Русского Собрания. — 1911. — № 27. — С. 12 — 15.
- Вязигин А. С. Книжные новости. В тумане смутных дней. Сборник статей, докладов и речей. Харьков, 1908/ А. С. Вязигин // Журнал Министерства Народного просвещения. — 1908. — ноябрь. — Ч. XVIII. — С. 200—201.
- Думские выступления А. С. Вязигина. — Харьков, 1913.

#### Манифесты, политическая идеология
- Вязигин А. С. Новый оплот Православия в Харькове // Мирный труд. — 1904. — № 1. — С. 88-89.
- Вязигин А. С. От редакции // Мирный труд. — 1902. — № 1. — С. 1-9.
- Вязигин А. С. Новое проявление роста русского самосознания (псевдоним А. Каут) — Харьков, 1903. — 40 с.
- Вязигин А. С. От редакции // Мирный труд. — 1904. — № 1. — V—VI. — С. 1-5.
- Вязигин А. С. Опасные стороны нового закона о браке // Мирный труд. — 1904. — № 8. — С. 213—217.
- Вязигин А. С. Праздник мирного труженика — Харьков, 1913. — 13 с.
- Вязигин А. С. Особое мнение о чествовании Т. Г. Шевченко // Мирный труд. — 1914. — № 1—2. — С. 75-80.
- Вязигин А. С. Манифест созидательного национализма / Сост. и ком. А. Каплина и А. Степанова; Отв. ред. О. Платонов. — М.: Институт русской цивилизации, 2008. — 400 с.

## Награды
С 1 января 1914 года — в чине действительного статского советника. Был награждён орденами Св. Владимира 4-й ст. (1908) и Св. Анны 2-й ст. (1905).